# Daniel Stern
Daniel Jacob Stern (Bethesda, 28 de agosto de 1957) é um ator americano.
Ficou famoso por seus papéis em Home Alone 1 e 2 (br: Esqueceram de Mim 1 e 2), Very Bad Things (br: Uma Loucura de Casamento), City Slickers (br: Amigos, Sempre Amigos) e City Slickers II: The Legend of Curly's Gold (br: Em Busca do Ouro Perdido). Também foi o narrador das histórias de Kevin Arnold na série Wonder Years (br: Anos Incríveis), na década de 1990.

## Carreira
- Starting Over (1979)
- Breaking Away (1979)
- It's My Turn (1980)
- One Trick Pony (1980)
- Stardust Memories (1980)
- A Small Circle of Friends (1980)
- Honky Tonk Freeway (1981)
- I'm Dancing as Fast as I Can (1982)
- Diner (1982)
- Get Crazy (1983)
- Blue Thunder (1983)
- The Ratings Game (1984)
- Frankenweenie (1984)
- C.H.U.D. (1984)
- Samson and Delilah (1984)
- Hometown (1985) série de televisão
- Key Exchange (1985)
- The Boss' Wife (1986)
- Hannah and Her Sisters (1986)
- Born in East L.A. (1987)
- The Milagro Beanfield War (1988)
- D.O.A. (1988)
- Weekend War (1988)
- The Wonder Years (1988 a 1993) série de televisão
- Little Monsters (1989)
- Leviathan (1989)
- Friends, Lovers, & Lunatics (1989)
- Home Alone (1990)
- The Court-Martial of Jackie Robinson (1990)
- My Blue Heaven (1990)
- Coupe de Ville (1990)
- City Slickers (1991)
- The Simpsons, "Three Men and a Comic Book" (1991) série de animação
- Home Alone 2: Lost in New York (1992)
- SeaQuest DSV (1993) série de televisão
- Rookie of the Year (1993)
- City Slickers II: The Legend of Curly's Gold (1994)
- Bushwhacked (1995)
- Celtic Pride (1996)
- Gun (1997) série de televisão
- Hey Arnold! (1997) série de animação
- Very Bad Things (1998)
- Tourist Trap (1998)
- Dilbert (1999) série de animação
- Partners (1999)
- How to Kill Your Neighbor's Dog (2000)
- Danny (2001) série de animação
- Viva Las Nowhere (2001)
- Regular Joe (2003) série de animação
- The Last Full Measure (2004)
- A Previous Engagement (2005)
- Bachelor Party Vegas (2006)
- Otis (2008)
- Monk (2009) série de televisão
- Whip It! (2009)
- The Next Three Days (2010)